# Agujero negro de masa intermedia
Un agujero negro de masa intermedia (IMBH) es una clase hipotética de agujero negro con una masa en el rango de 100 a un millón de masas solares: significativamente más que los agujeros negros estelares, pero menos que los agujeros negros supermasivos. No existe todavía ninguna detección inequívoca de un IMBH pero la evidencia indirecta de varias direcciones es tentadora.

## Evidencias observables
La evidencia más fuerte para IMBHs viene de un par de núcleos de baja luminosidad en galaxias activas. Debido a su actividad, estas galaxias casi seguro que contienen acreción de agujeros negros, y en algunos casos las masas de agujeros negros puede estimarse utilizando la técnica de mapeo de reverberación . Por ejemplo, la galaxia espiral NGC 4395, a una distancia de aproximadamente 4 Mpc parece contener un agujero negro nuclear con la masa de aproximadamente 3,6 × 105 masas solares. 
Algunas fuentes de rayos X ultra-luminoso (ULXs) en galaxias cercanas son sospechosos de ser IMBHs, con masas de cien a mil masas solares. Los ULXs se observan en las regiones de formación estelar (por ejemplo, en la galaxia con brote estelar M82), y están aparentemente asociados con grupos jóvenes de estrellas que también se observan en estas regiones. Sin embargo, solo una medida de masa dinámica del análisis del espectro óptico de la estrella compañera puede revelar la presencia de un IMBH como acreciente compacta del ULX.

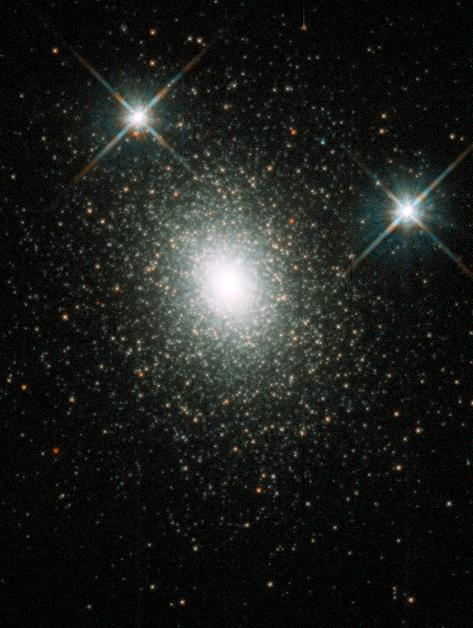
El cúmulo globular Mayall II (M31 G1) es un posible candidato para la celebración de un agujero negro de masa intermedia en su centro

Unos pocos cúmulos globulares han sido señalados como posibles contenedores IMBHs, basado en mediciones de las velocidades de las estrellas cerca de sus centros; la figura muestra un objeto candidato. Sin embargo ninguna de las detecciones reclamados ha resistido el escrutinio. Por ejemplo, los datos de G1, el objeto se muestra en la figura, se pueden encajan igual de bien sin un objeto central masivo. 
La evidencia adicional de la existencia de IMBHs puede obtenerse a partir de la observación de la radiación gravitacional, emitida por el remanente compacto que orbita alrededor del IMBH. Además, la relación M-sigma predice la existencia de agujeros negros con masas de 104 a 106 masas solares en las galaxias de baja luminosidad.

## Descubrimientos reclamados
En noviembre de 2004 un equipo de astrónomos informó el descubrimiento de GCIRS 13E, el primer agujero negro de masa intermedia en nuestra galaxia, en órbita alrededor de tres años luz de Sagitario A*. Este agujero negro mediano de 1300 masas solares es dentro de un grupo de siete estrellas, posiblemente el remanente de un cúmulo masivo de estrellas que ha sido despojado por el Centro Galáctico. Esta observación puede añadir soporte a la idea de que los agujeros negros supermasivos crecen mediante la absorción de los agujeros y las estrellas negras cercano pequeños. Sin embargo, en 2005, un grupo de investigación alemán afirmó que la presencia de un IMBH cerca del centro galáctico es dudoso, con base en un estudio dinámico del cúmulo de estrellas en el que el IMBH se dijo que existía. Un IMBH cerca del centro galáctico también podría ser detectado a través de sus perturbaciones en las estrellas que orbitan alrededor del agujero negro supermasivo.
En enero de 2006 un equipo dirigido por Philip Kaaret de la Universidad de Iowa anunció el descubrimiento de una oscilación quasiperiódica partir de un agujero negro candidato a masa intermedia usando Rossi X-ray Timing Explorer de la NASA. El candidato, M82 X-1, está orbitado por una estrella roja gigante que está perdiendo su atmósfera en el agujero negro. Ni la existencia de la oscilación ni su interpretación como el período orbital del sistema están totalmente aceptado por el resto de la comunidad científica. Mientras que la interpretación es bastante razonable, la periodicidad reclamada se basa en solo unos 4 ciclos, lo que significa que es muy posible que esto sea la variación aleatoria. Si el período es real, podría ser o bien el período orbital, como se sugiere, o un período de super-orbital en el disco de acreción, como se ve en muchos otros sistemas.
En 2009, un equipo de astrónomos dirigido por Sean Farrell descubrió HLX-1, un agujero negro de masa intermedia con un grupo pequeño de estrellas alrededor de él, en la galaxia ESO 243-49. Esta evidencia sugiere que ESO 243-49 tuvo una colisión galáctica con la galaxia de HLX-1 y se absorbe la mayor parte de la materia de la galaxia más pequeña.
Un equipo de la radiotelescopio CSIRO en Australia anunció el 9 de julio de 2012, que había descubierto el primer agujero negro de masa intermedia.

## Orígenes
IMBHs son demasiado grandes para ser formado por el colapso de una estrella, que es como se piensa que los agujeros negros estelares se forman. Sus ambientes carecen de las condiciones extremas, es decir, de alta densidad y velocidades observadas en los centros de las galaxias, que aparentemente conducen a la formación de los agujeros negros supermasivos. Hay tres escenarios de formación para IMBHs. 
1. La primera es la fusión de agujeros negros de masa estelar y otros objetos compactos por medio de acreción.
2. El segundo es la colisión fuera de control de estrellas masivas en densos cúmulos estelares y el colapso del producto colisión en un IMBH.
3. El tercero es que son agujeros negros primordiales formados en el Big Bang.